# Mena di Costantinopoli
Mena o Menna (Menas) (in greco Μηνάς?; Alessandria d'Egitto, ... – 25 agosto 552) è stato un arcivescovo e santo bizantino, patriarca di Costantinopoli dal 3 marzo 536 fino alla sua morte nel 552.

## Biografia
Nato ad Alessandria d'Egitto, era direttore dell'ospizio di San Sansone a Costantinopoli.
In seguito alla deposizione del patriarca Antimo I di Costantinopoli, il papa Agapito I lo elesse patriarca il 3 marzo 536.
Dopo la morte del papa, diresse il concilio che scomunicò Antimo.
Nel 543 fu a capo del sinodo che ratificò l'editto di Giustiniano contro gli origenisti e nel 547 firmò insieme ai vescovi orientali la condanna dei Tre Capitoli, motivo per cui fu scomunicato da papa Vigilio.
Nel 552 Mena presentò la ritrattazione delle sue idee con una professione di fede al papa.

## Culto
Viene ricordato nel Martirologio romano il 25 agosto: "A Costantinopoli, san Mena, vescovo, che fu ordinato dal papa sant'Agapíto e, riconciliata la comunione per qualche tempo sospesa con il papa Vigilio, dedicò alla Sapienza divina la grande chiesa edificata dall'imperatore Giustiniano."

## Genealogia episcopale e successione apostolica
La genealogia episcopale è:
- Papa Agapito I
- Patriarca Mena di Costantinopoli

La successione apostolica è:
- Patriarca Paolo di Alessandria (537)